# 9 février 1958
Le dimanche 9 février 1958 est le 40e jour de l'année 1958.

## Naissances
- Alejandra Guzmán, chanteuse de rock mexicaine
- Amrita Singh, actrice indienne
- Chris Nilan, hockeyeur sur glace américain
- Christophe Clark, acteur et réalisateur de films pornographiques français
- Cyrille Regis (mort le 14 janvier 2018), footballeur anglais
- Jean-Claude Mocik, réalisateur français
- Kyōko Aizome, actrice japonaise du film érotique
- László B. Nagy, homme politique hongrois
- Luc Desilets, député fédéral de Rivière-des-Mille-îles
- Mariya Pinigina, athlète soviétique
- Pierre-Loup Rajot, acteur français
- Rudy Macklin, joueur de basket-ball américain
- Sandy Lyle, golfeur britannique

## Décès
- Abel Martin (né le 5 août 1890), arbitre de rugby à XV français
- Alejandro Fombellida (né le 27 mars 1915), cycliste espagnol
- Alphonse Chanteau (né le 13 mai 1874), peintre français
- Henriette Crespel (née le 17 mai 1874), peintre française
- Lucien Pichon (né le 14 juin 1883), syndicaliste français
- Max Dalban (né le 27 mai 1908), acteur français
- Pierre Norange (né le 25 avril 1871), personnalité politique française
- René-Clément Juge (né le 11 avril 1877), officier de marine français
- William LeBaron (né le 16 février 1883), producteur de films américain

## Événements
- Fin des championnats du monde de ski nordique 1958